# Metro de Chennai
El Metro de Chennai (en hindi: चेन्नई मेट्रो) es un sistema de metro de la ciudad de Chennai, capital de Tamil Nadu, en India. El desarrollo del proyecto se está realizando en dos fases. La fase I consta de dos ramales con una longitud total de 45 km. La primera línea de la Fase I, de 10 kilómetros, se abrió al servicio público el 29 de junio de 2015.
Cuando esté completo, el Metro de Chennai integrará otros sistemas de transporte público ferroviario y automotor.

## El proyecto
El desarrollo del sistema de metro se efectuará en dos fases.

### Fase I
Durante la fase I se construirán dos ramales, con una longitud total de 45,1 km, de los cuales 24 km serán subterráneos y 21,1 km en viaducto elevado:
| Ramal                                | Tramo subterráneo (km) | Tramo elevado (km) | Total |
| ------------------------------------ | ---------------------- | ------------------ | ----- |
| Washermenpet - Aeropuerto de Chennai | 14,3                   | 8,8                | 23,1  |
| Chennai Central - St.Thomas Mount    | 9,7                    | 12,3               | 22    |

El primer tramo de la fase I se libró al servicio público el 29 de junio de 2015. La línea tiene 10 kilómetros de extensión y 7 estaciones. El tiempo de viaje es de 18 minutos y la totalidad del tramo discurre por un viaducto elevado que conecta Koyambedu con Alandur.

## Multimedia

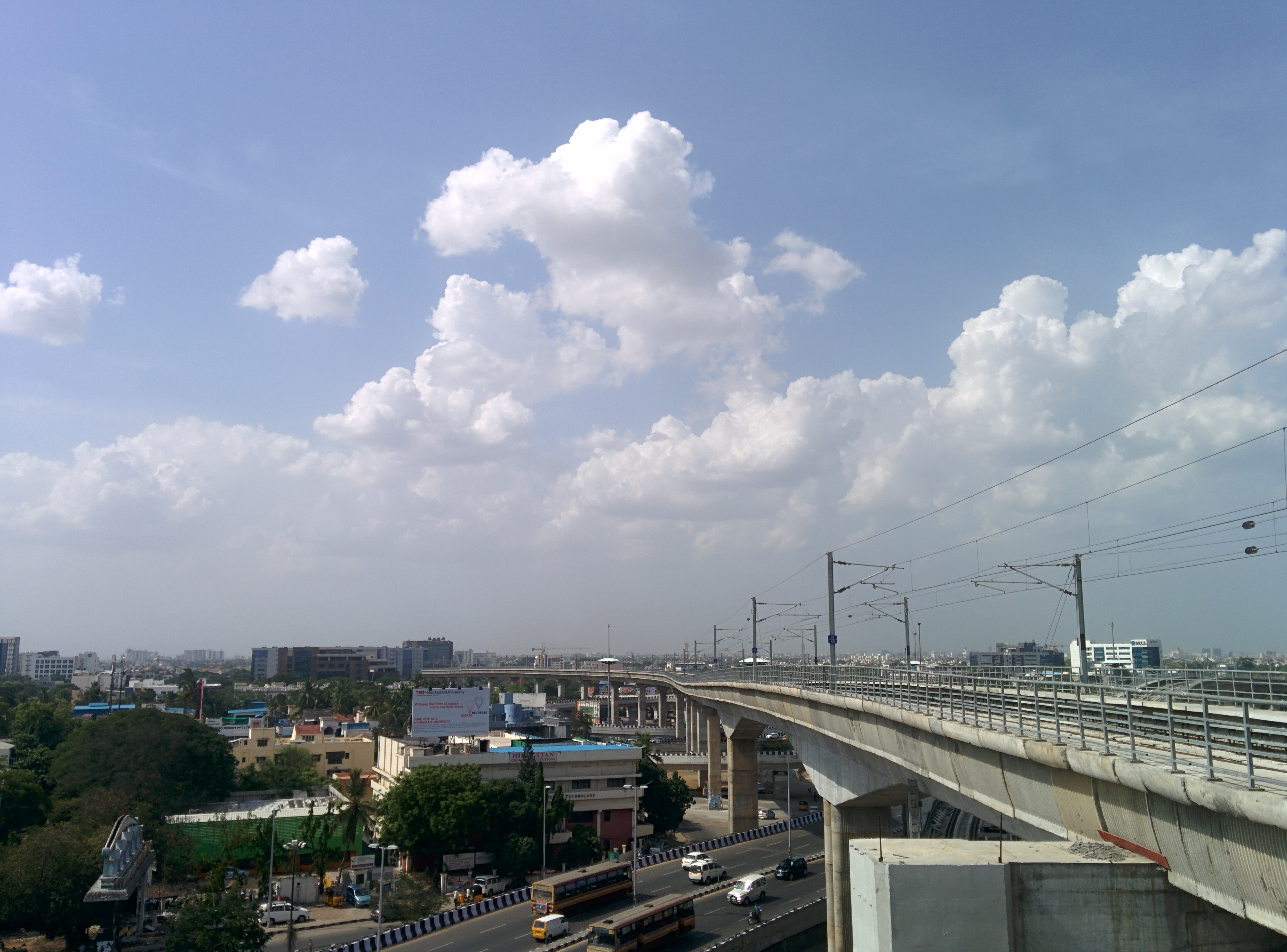
Vista del viaducto desde la estación Alandur.
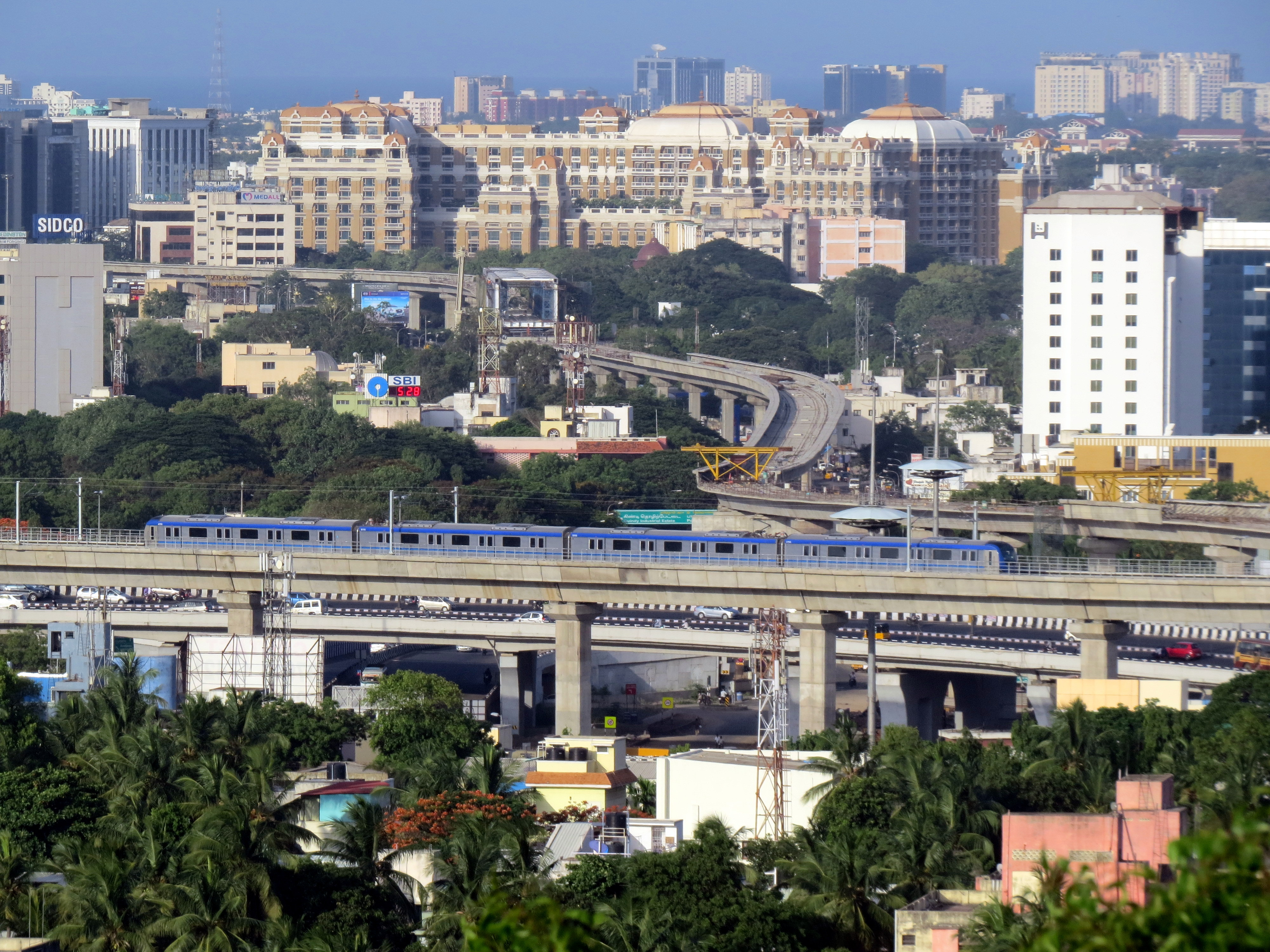
Primeros viajes de prueba.
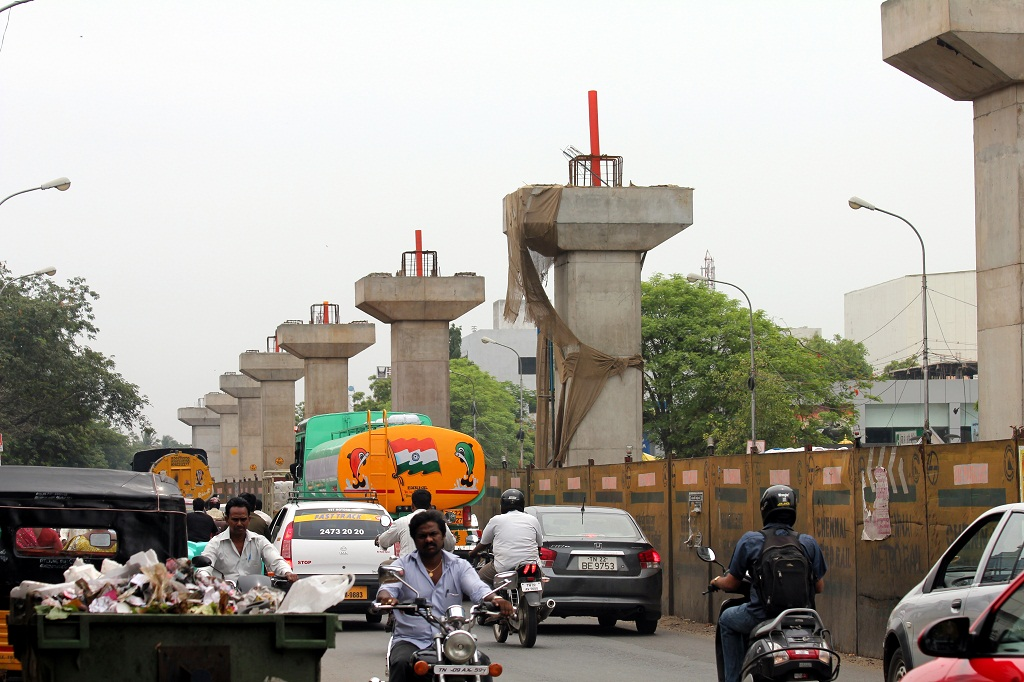
Construcción del viaducto.
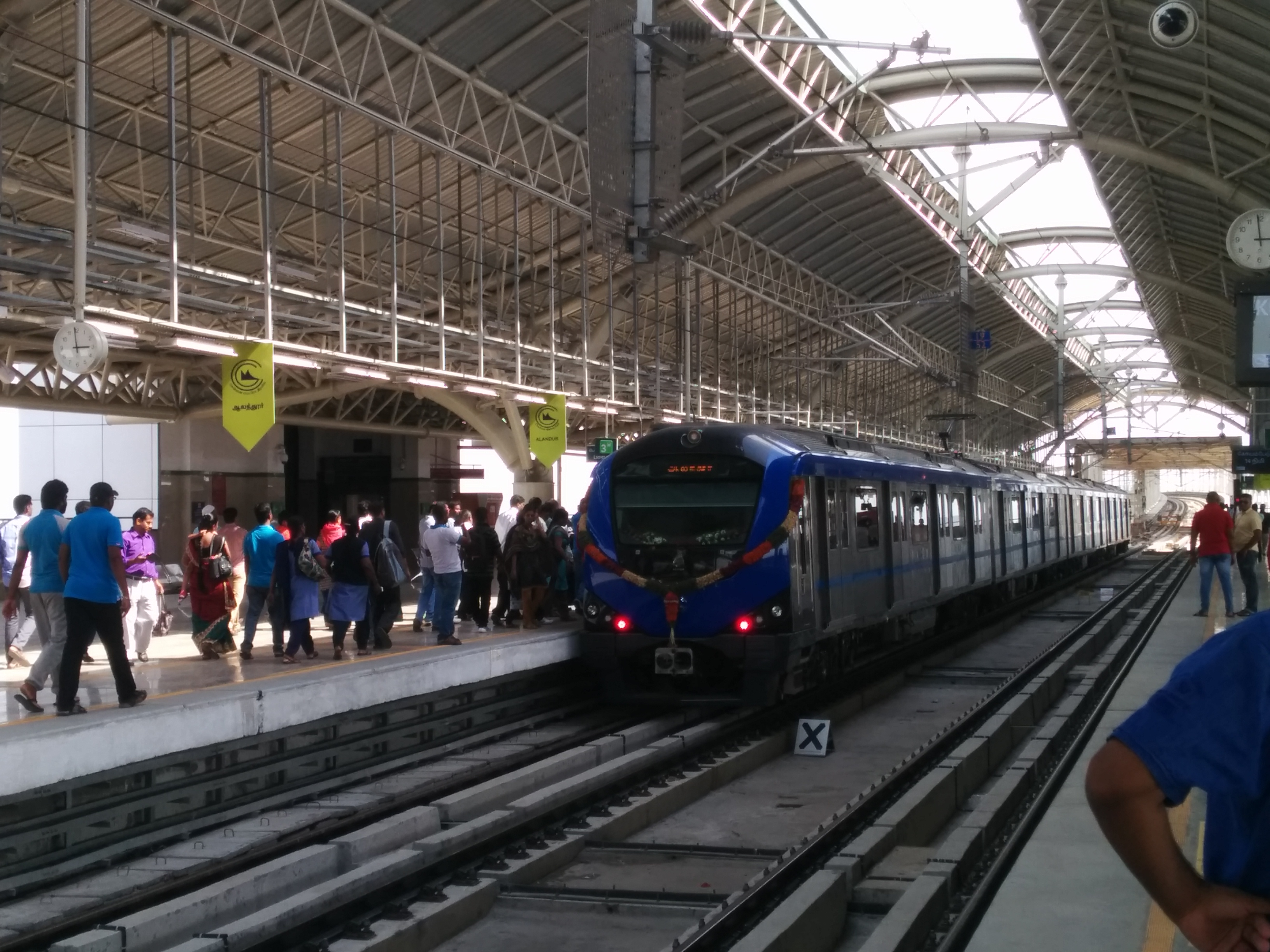
Tren inaugural.